# Коле Селва I (Рим)
Коле Селва I је насеље у Италији у округу Рим, региону Лацио.
Према процени из 2011. у насељу је живело 25 становника. Насеље се налази на надморској висини од 221 м.